# Freiwilliger deutscher Schutzdienst
Der Freiwillige deutsche Schutzdienst (FS) war eine an die SA angelehnte milizartige Organisation der SdP im Sudetenland, die im Frühjahr 1938 auf Betreiben von Konrad Henlein aus dem Ordnungsdienst der SdP hervorging.  Etliche Angehörige des FS waren zuvor auch im Deutschen Turnverband organisiert. Leiter des FS war Willi Brandner, der als Stabschef des Hauptstabes des FS und Verbandsturnwart seinen Dienstsitz in  Asch hatte. Bereits am 17. Mai 1938 zählte der FS 15.000 Angehörige und später zwischen 60.000 und 70.000 Mitglieder. Für die Angehörigen des FS wurde eigens eine Mitgliederzeitschrift mit dem Titel Mannschaft im Kampf herausgegeben. Der FS war in Orts-, Bezirks- und Kreisgruppen aufgeteilt. Die unterste Organisationseinheit bildete die Schar, der zehn bis fünfzehn FS-Mitglieder angehörten. Die FS-Angehörigen führten keine Schusswaffen.
Der FS umfasste drei Abteilungen, etliche FS-Angehörige wurden im Deutschen Reich militärisch unterwiesen und durch die deutsche Abwehr angeworben. Der FS, dessen Gründung auch der Destabilisierung des Tschechoslowakischen Staates dienen sollte, war in drei Abteilungen aufgegliedert:
- Die Abteilung A (Aufsichtsabteilung) diente der Spionage und Überwachung der eigenen Parteimitglieder sowie der Orts- und Kreisverbände. Auch politische Gegner wurden ausgeforscht. Die Angehörigen der Abteilung A waren quasi Teil eines Sicherheitsdienstes der Partei. Diese Abteilung, auch für Militärspionage und Propaganda zuständig, war den meisten Mitgliedern der Partei unbekannt.
- Die Abteilung B, der die allermeisten FS-Männer angehörten, umfasste eine hilfspolizeiliche Truppe, die bei Massenveranstaltungen der SdP Ordnungsfunktionen wahrnahm beziehungsweise die sudetendeutsche Bevölkerung vor angeblichen tschechischen Übergriffen schützen sollte. Ihre Angehörigen wurden auch für terroristische Aktionen und Sabotageakte ausgebildet.
- In der Abteilung C befanden sich sudetendeutsche Reservisten der tschechoslowakischen Armee sowie Militärinstrukteure.

Der zunächst vom tschechoslowakischen Innenministerium genehmigte FS wurde auf dem Höhepunkt der Sudetenkrise durch selbiges am 15. September 1938 wieder verboten. Danach flohen viele Angehörige des FS über die tschechoslowakische Grenze ins Deutsche Reich und schlossen sich dort größtenteils dem Sudetendeutschen Freikorps an. Die im Sudetenland verbliebenen FS-Angehörigen gingen in den Untergrund und kooperierten mit dem Sudetendeutschen Freikorps bei den terroristischen Aktionen gegen staatliche tschechoslowakische Einrichtungen im Sudetenland.
Im August 1944 wurde der Schutzdienst in den SS-Heimatschutz Slowakei eingegliedert.